# American Pie Presents: The Naked Mile
American Pie: The Naked Mile is een Amerikaanse komediefilm uit 2006 geregisseerd door Joe Nussbaum. Het is de tweede spin-off van de originele American Pie-filmserie.

## Verhaal
Wanneer Erik Stifler beseft dat hij het enige lid van de Stifler-familie is dat als maagd van de middelbare school zou kunnen afkomen, wordt het tijd om zijn afkomst eer aan te doen. Na goedbedoeld advies van Jims vader acht Erik de tijd rijp om zijn geluk te beproeven tijdens de beruchte jaarlijkse Naked Mile-race, die door zijn toegewijde vrienden en een paar ongeremde studentes wordt aangegrepen om er een megaspannend weekend van te maken.

## Rolverdeling
| Acteur               | Rol                   |
| -------------------- | --------------------- |
| Candace Kroslak      | Brandy                |
| Steve Talley         | Dwight Stifler        |
| John White           | Erik Stifler          |
| Jessy Schram         | Tracy Sterling        |
| Eugene Levy          | Noah Levenstein       |
| Ross Thomas          | Ryan Grimm            |
| Jake Siegel          | Mike "Cooze" Coozeman |
| Jordan Prentice      | Rock                  |
| Mika Winkler         | Vicky                 |
| Christopher McDonald | Harry Stifler         |
| Melanie Merkosky     | Natalie               |
| Dan Petronijevic     | Bull                  |
| Angel Lewis          | Alexis                |
| Jaclyn A. Smith      | Jill                  |